# Defecto topológico
En matemáticas y física, un defecto topológico es una solución a un sistema de ecuaciones diferenciales parciales o de la teoría cuántica de campos, homotópicamente distinta de la solución vacía; puede demostrarse su existencia puesto que las condiciones de frontera conllevan la existencia de soluciones homotópicas distintas. Típicamente, esto ocurre porque la frontera sobre la que se han especificado las condiciones de frontera tiene un grupo de homotopía no-trivial que es preservado en las ecuaciones diferenciales; las soluciones a las ecuaciones diferenciales son entonces topológicamente distintas, y se clasifican según su clase de homotopía. Los defectos topológicos no solo son estables bajo perturbaciones, sino que no pueden decaer o ser deshechos o desenredados, precisamente porque no hay funciones continuas que los transformen en una solución trivial.
Algunos ejemplos son: el solitón u onda solitaria que ocurre en muchos modelos exactamente resolubles, la dislocación de tornillo en materiales cristalinos, el skyrmion y el modelo de Wess-Zumino-Novikov-Witten en la teoría cuántica de campos.
Se cree que los defectos topológicos ocasionan cambios de estado en física de la materia condensada. Ejemplos notables de defectos topológicos se observan en transiciones lambda de clases universales de sistemas incluyendo: dislocaciones mixtas de cristal líquido, tubos de flujo magnético en superconductores, vórtices en superfluidos.

## Cosmología
Algunas teorías de la gran unificación predicen que defectos topológicos se formaron en el universo temprano. De acuerdo con la teoría del Big Bang, el universo se enfrió a partir de un estado inicial denso y muy caliente, desencadenando una serie de transiciones de fase, al igual que sucede en sistemas de materia-condensada.
En cosmología física, un defecto topológico es (comúnmente) una configuración estable de materia, predicha por algunas teorías, que se forma durante cambios de estado en el universo muy temprano.

### Ruptura de simetría
Dependiendo de la naturaleza de la ruptura de simetría, se cree que se formaron varios solitones en el universo temprano, según el mecanismo de Higgs. Los defectos topológicos más conocidos son: monopolos magnéticos, cuerdas cósmicas, muros de dominio, skyrmiones y texturas
A medida que el universo se expande y se enfría, las simetrías de las leyes de la Física comienzan a romperse en regiones que se alejan a la velocidad de la luz; los defectos topológicos ocurren cuando distintas regiones entran en contacto unas con otras. La materia en estos defectos está en su fase de simetría original, la cual persiste después de una transición de fase hasta que el nuevo cambio de fase se completa.

### Tipos de defectos topológicos
Varios tipos diferentes de defectos topológicos son posibles, la formación de cada cual está determinada por las propiedades de simetría de la materia y la naturaleza de  la fase de transición. Estos incluyen:
- Muros de dominio, membranas bidimensionales que se forman cuando una simetría discreta se rompe durante un cambio de fase. Estos muros se asemejan a los de una pared celular cerrada de espuma, dividiendo al universo en células discretas.
- Cuerdas cósmicas son líneas unidimensionales que se forman cuando se rompe una simetría axial o cilíndrica.
- Monopolos, defectos puntuales que se forman al romperse una simetría esférica, se predice que tienen carga magnética, ya sea norte o sur (llamados comúnmente monopolos magnéticos).
- Texturas, se forman cuando grupos de simetría más grandes y complicados se rompen completamente. No están tan localizados como los otros defectos, y son inestables. Ortos híbridos más complejos de estos tipos de defectos son también posibles.
- Extra dimensiones y dimensiones mayores.

### Observación
Los defectos topológicos de tipo cosmológico son fenómenos de extremada alta-energía, casi imposibles de reproducir en experimentos físicos llevados a cabo en laboratorios artificiales terrestres; pero defectos topológicos provenientes de la formación del universo podrían -en teoría- ser observados.
Ningún defecto topológico de ningún tipo ha sido aún observado por los astrónomos, empero, y algunos tipos no son compatibles con las observaciones actuales; en particular, si muros de dominio y monopolos estuviesen presentes en el universo observable, resultarían en desviaciones significativas de lo que los astrónomos pueden ver. Teorías que predicen la formación de estas estructuras dentro del universo observable (véase: Inflación cósmica) pueden ser por ello ampliamente desechadas. Por otro lado, se ha sugerido que las cuerdas cósmicas son las 'semillas'- de gravedad iniciales alrededor de las cuales la materia de la estructura larga del universo se ha condensado. Las teorías de texturas son igualmente favorables a este enfoque. En 2007, un Punto Frío CMB en la radiación de fondo de microondas fue interpretada como posible signo de una textura en esa dirección.

## Materia condensada

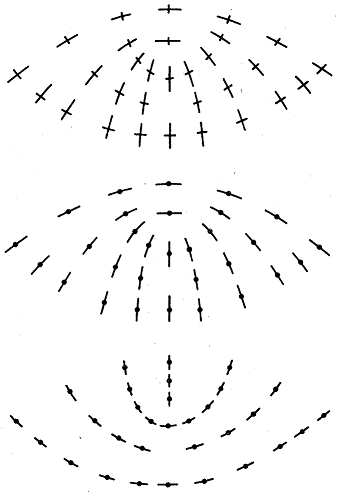
Clases de defectos estables en Nemática biaxial.

En física de la materia condensada, la teoría de grupos de homotopía provee un marco natural para la descripción y clasificación de defectos en sistemas ordenados. Métodos topológicos han sido utilizados en diversos problemas de la teoría de materia condensada. Poénaru y Toulouse usaron métodos topológicos para obtener una condición que permite a defectos lineales (cuerda) en cristales líquidos cruzarse sin enredarse. Fue una aplicación no-trivial de topología la que primero llevó al descubrimiento del comportamiento hidrodinámico peculiar en la fase-A del superfluido Helio-3.

## Clasificación
Un medio ordenado se define como una región del espacio descrita por una función {\displaystyle f(\mathbf {r} )} que asigna a cada punto en la región un parámetro ordenado, y los valores posibles del espacio ordenado constituye un parámetro ordenado de espacio. La teoría de homotopia de defectos utiliza el grupo fundamental del parámetro ordenado de espacio como medio para discutir la existencia, estabilidad y clasificación de defectos topológicos en ese medio.
Supóngase que {\displaystyle R} es el parámetro ordenado de espacio de un medio, y sea {\displaystyle G} un grupo de Lie de transformaciones sobre {\displaystyle R}. Sea {\displaystyle H} el subgrupo de simetría de {\displaystyle G} del medio. Entonces, el parámetro ordenado de espacio puede escribirse como cociente del grupo de Lie {\displaystyle R=G/H}.
Si {\displaystyle G} es un recubridor universal de {\displaystyle G/H}, entonces puede demostrarse que {\displaystyle \pi _{n}(G/H)=\pi _{n-1}(H)}, donde {\displaystyle \pi _{i}} denota el {\displaystyle i^{mo}} grupo de homotopia.
Varios tipos de defectos en el medio pueden caracterizarse por elementos de varios gruops de homotopia del parámetro ordenado de espacio. Por ejemplo: en tres dimensiones, defectos lineales corresponden a elementos de {\displaystyle \pi _{1}(R)}, defectos puntuales corresponden a elementos de {\displaystyle \pi _{2}(R)}, texturas corresponden a elementos de of {\displaystyle \pi _{3}(R)}. Sin embargo, defectos que pertenecen a la misma clase de conjugación de {\displaystyle \pi _{1}(R)} puden deformarse continuamente unos en otros, y por esto, distintos defectos corresponden a dictintas clases de conjugación.
Poénaru y Toulouse demostraron que defectos cruzados se entredan si y solo si son miembros de clases de conjugación de {\displaystyle \pi _{1}(R)} separadas.

### Defectos estables
Al contrario de lo que ocurre en cosmología y teorías de campo, los defectos topológicos en materia condensada sí pueden observarse experimentalmente. Los materiales ferromagnéticos tienen regiones de alineamiento magnético separadas por muros de dominio. Cristales nemáticos y cristales líquidos nemáticos biaxiales muestran una variedad de defectos incluyendo monopolos, cuerdas, texturas, etc. También se pueden encontrar defectos en bioquímica, notablemente en el proceso de plegamientos de proteínas.